# Serra d'Andilla
La serra d'Andilla és una alineació muntanyosa situada als estreps orientals del Sistema Ibèric, al límit entre les comarques valencianes de l'Alt Palància i els Serrans, i l'aragonesa de Gúdar-Javalambre.
La serra d'Andilla es considera una unitat dins del sistema o conjunt format per la Serra de Javalambre i la Serra Calderona o de Portaceli, sent la d'Andilla una espècie d'enllaç entre les dos. L'altitud que presenta la serra és notable, destacant la Bellida a 1.510 msnm, la Veteta a 1.434 m o la Peñaparda amb 1.323 m.
La serra limita al nord amb el massís de Javalambre, per l'oest es troba l'alineació muntanyosa de la serra del Toro, per l'est la foia de les Alcubles separa la serra d'Andilla de la Calderona i al sud la serra d'Alcotas. La rambla d'Artaix replega la major part de les aigües superficials de la serra a través dels nombrosos barrancs i rambles, com la d'Andilla o la de les Alcubles.
Els municipis que envolten la serra són Begís, Sacanyet, les Alcubles i Andilla (d'on pren el nom). A la part aragonesa trobem el municipi de l'Abejuela.

## Vegetació
En l'actualitat, la pineda de repoblació figura com la formació vegetal més representativa estesa a costa d'altres espècies com ara el pi blanc (Pinus halepensis) i el pinastre (Pinus pinaster), que ha desplaçat notablement a la vegetació clímax caracteritzada pels boscs de carrasca (Quercus ilex rotundifolia), acompanyades d'arbusts com el llentiscle (Pistacea lentiscus).
També es poden trobar formacions de roure valencià (Quercus faginea) acompanyades d'espècies arbustives 
vàries com el boix (Buxus sempervirens) situades a les ombries, així com masses de pi roig (Pinus sylvestris) o pinassa (Pinus nigra); o masses de savina, representats per la varietat ibèrica (Juniperus thurífera), la muntanyenca (Juniperus savina), el ginebre (Juniperus communis), i l'eriçó (Erinacea anthyllis), en els enclavaments climàticament més rigorosos.